# خلیج سلیاخ
خلیج سلیاخ (انگلیسی: Sellyakh Bay) یک خلیج در جمهوری یاقوتستان کشور روسیه است.